# 가네마루촌
가네마루촌(金丸村)은 이시카와현 가시마군에 설치되었던 촌이다. 현재의 나카노토정에 해당한다.